# Vuelta a Castilla y León 2006
La Vuelta a Castilla y León 2006, ventunesima edizione della corsa e valida come evento del circuito UCI Europe Tour 2006 categoria 2.1, si svolse in cinque tappe dal 20 al 24 marzo 2006 con partenza da Valladolid ed arrivo a Segovia, per un percorso totale di 643,2 km. Fu vinta dal kazako Aleksandr Vinokurov terminò la gara in 16 ore 35 minuti e 12 secondi, alla media di 38,778 km/h.
Al traguardo di Segovia 79 ciclisti conclusero la vuelta.

## Tappe
| Tappa  | Data     | Percorso                                       | km    | Vincitore di tappa  | Leader cl. generale |
| ------ | -------- | ---------------------------------------------- | ----- | ------------------- | ------------------- |
| 1ª     | 20 marzo | Valladolid > Valladolid                        | 155   | Ángel Edo           | Ángel Edo           |
| 2ª     | 21 marzo | Almenara de Adaja > Olmedo (cron. individuale) | 11    | Jaroslav Popovyč    | Aleksandr Vinokurov |
| 3ª     | 22 marzo | Zamora > Salamanca                             | 181,2 | José Vicente García | Aleksandr Vinokurov |
| 4ª     | 23 marzo | Avila > Navacerrada                            | 148,9 | Marco Fertonani     | Aleksandr Vinokurov |
| 5ª     | 24 marzo | La Granja > Segovia                            | 147,1 | Aleksandr Vinokurov | Aleksandr Vinokurov |
| Totale | Totale   | Totale                                         | 643,2 |                     |                     |

## Squadre e corridori partecipanti
| N.    | Cod. | Squadra                        |
| ----- | ---- | ------------------------------ |
| 1-8   | CEI  | Caisse d'Epargne-Illes Balears |
| 11-18 | ECV  | Comunidad Valenciana           |
| 21-28 | VMC  | Viña Magna-Cropu               |
| 31-38 | DSC  | Discovery Channel              |
| 41-48 | LSW  | Liberty Seguros-Würth          |
| 51-58 | SDV  | Saunier Duval-Prodir           |
| 61-68 | EUS  | Euskaltel-Euskadi              |
| 71-78 | MOL  | 3 Molinos Resort               |

| N.      | Cod. | Squadra                        |
| ------- | ---- | ------------------------------ |
| 81-88   | JAC  | Chocolade Jacques-Topsport Vl. |
| 91-98   | KAI  | Kaiku                          |
| 101-108 | GNM  | Grupo Nicolas Mateos           |
| 111-118 | REG  | Relax-GAM                      |
| 121-128 | APV  | Andalucía-Paul Versan          |
| 131-138 | MAS  | Massi                          |
| 141-148 | UNI  | Unibet.com                     |

## Dettagli delle tappe

### 1ª tappa
- 20 marzo: Valladolid > Valladolid – 155 km

Risultati
| Pos. | Corridore         | Squadra      | Tempo    |
| ---- | ----------------- | ------------ | -------- |
| 1    | Ángel Edo         | Andalucía    | 3h45'31" |
| 2    | Luis León Sánchez | Liberty Seg. | s.t.     |
| 3    | Egoi Martínez     | Discovery    | s.t.     |

| Pos. | Corridore         | Squadra      | Tempo    |
| ---- | ----------------- | ------------ | -------- |
| 1    | Ángel Edo         | Andalucía    | 3h45'31" |
| 2    | Luis León Sánchez | Liberty Seg. | s.t.     |
| 3    | Egoi Martínez     | Discovery    | s.t.     |

### 2ª tappa
- 21 marzo: Almenara de Adaja > Olmedo – Cronometro individuale – 11 km

Risultati
| Pos. | Corridore           | Squadra      | Tempo  |
| ---- | ------------------- | ------------ | ------ |
| 1    | Jaroslav Popovyč    | Discovery    | 13'01" |
| 2    | Jason McCartney     | Discovery    | a 1"   |
| 3    | Aleksandr Vinokurov | Liberty Seg. | a 11"  |

| Pos. | Corridore           | Squadra      | Tempo    |
| ---- | ------------------- | ------------ | -------- |
| 1    | Aleksandr Vinokurov | Liberty Seg. | 3h58'43" |
| 2    | Luis León Sánchez   | Liberty Seg. | a 4"     |
| 3    | Santos González     | 3 Molinos    | a 5"     |

### 3ª tappa
- 22 marzo: Zamora > Salamanca – 181,2 km

Risultati
| Pos. | Corridore           | Squadra        | Tempo    |
| ---- | ------------------- | -------------- | -------- |
| 1    | José Vicente García | Caisse d'Epar. | 4h32'21" |
| 2    | Pablo Urtasun       | Kaiku          | a 2"     |
| 3    | Luciano Pagliarini  | Saunier Duval  | s.t.     |

| Pos. | Corridore           | Squadra      | Tempo    |
| ---- | ------------------- | ------------ | -------- |
| 1    | Aleksandr Vinokurov | Liberty Seg. | 8h31'06" |
| 2    | Luis León Sánchez   | Liberty Seg. | a 4"     |
| 3    | Santos González     | 3 Molinos    | a 5"     |

### 4ª tappa
- 23 marzo: Avila > Navacerrada – 148,9 km

Risultati
| Pos. | Corridore           | Squadra        | Tempo    |
| ---- | ------------------- | -------------- | -------- |
| 1    | Marco Fertonani     | Caisse d'Epar. | 4h10'59" |
| 2    | Manuel Beltrán      | Discovery      | a 29"    |
| 3    | Aleksandr Vinokurov | Liberty Seg.   | a 1'22"  |

| Pos. | Corridore           | Squadra      | Tempo     |
| ---- | ------------------- | ------------ | --------- |
| 1    | Aleksandr Vinokurov | Liberty Seg. | 12h43'27" |
| 2    | Luis León Sánchez   | Liberty Seg. | a 14"     |
| 3    | José Luis Rubiera   | Discovery    | a 19"     |

### 5ª tappa
- 24 marzo: La Granja > Segovia – 147,1 km

Risultati
| Pos. | Corridore           | Squadra      | Tempo    |
| ---- | ------------------- | ------------ | -------- |
| 1    | Aleksandr Vinokurov | Liberty Seg. | 3h51'45" |
| 2    | Aketza Peña Iza     | Euskaltel    | a 4"     |
| 3    | Ángel Edo           | Andalucía    | a 7"     |

| Pos. | Corridore           | Squadra      | Tempo     |
| ---- | ------------------- | ------------ | --------- |
| 1    | Aleksandr Vinokurov | Liberty Seg. | 16h35'12" |
| 2    | Luis León Sánchez   | Liberty Seg. | a 21"     |
| 3    | José Luis Rubiera   | Discovery    | a 26"     |

## Classifiche finali

### Classifica generale
| Pos. | Corridore            | Squadra        | Tempo     |
| ---- | -------------------- | -------------- | --------- |
| 1    | Aleksandr Vinokurov  | Liberty Seg.   | 16h35'12" |
| 2    | Luis León Sánchez    | Liberty Seg.   | a 21"     |
| 3    | José Luis Rubiera    | Discovery      | a 26"     |
| 4    | Egoi Martínez        | Discovery      | a 1'08"   |
| 5    | José Azevedo         | Discovery      | a 1'12"   |
| 6    | Michele Scarponi     | Liberty Seg.   | a 1'21"   |
| 7    | Gustavo César Veloso | Kaiku          | a 1'24"   |
| 8    | Francisco Pérez      | Caisse d'Epar. | a 1'29"   |
| 9    | Janez Brajkovič      | Discovery      | s.t.      |
| 10   | Haimar Zubeldia      | Euskaltel      | a 1'45"   |

### Classifica a punti
| Pos. | Corridore           | Squadra      | Punti |
| ---- | ------------------- | ------------ | ----- |
| 1    | Aleksandr Vinokurov | Liberty Seg. | 72    |
| 2    | Luis León Sánchez   | Liberty Seg. | 68    |
| 3    | Ángel Edo           | Andalucía    | 55    |
| 4    | Egoi Martínez       | Discovery    | 39    |
| 5    | José Luis Rubiera   | Discovery    | 36    |

### Classifica scalatori
| Pos. | Corridore             | Squadra        | Punti |
| ---- | --------------------- | -------------- | ----- |
| 1    | Manuel Beltrán        | Discovery      | 31    |
| 2    | Marco Fertonani       | Caisse d'Epar. | 22    |
| 3    | Janez Brajkovič       | Discovery      | 20    |
| 4    | Mikel Pradera         | Caisse d'Epar. | 12    |
| 5    | Pedro Luis Marichalar | Andalucía      | 12    |

### Classifica combinata
| Pos. | Corridore           | Squadra      | Punti |
| ---- | ------------------- | ------------ | ----- |
| 1    | Aleksandr Vinokurov | Liberty Seg. | 8     |
| 2    | Luis León Sánchez   | Liberty Seg. | 16    |
| 3    | José Luis Rubiera   | Discovery    | 23    |
| 4    | Janez Brajkovič     | Discovery    | 32    |
| 5    | Michele Scarponi    | Liberty Seg. | 34    |

### Classifica a squadre - Numero azzurro
| Pos. | Squadra                            | Tempo     |
| ---- | ---------------------------------- | --------- |
| 1    | Discovery Channel Pro Cycling Team | 49h45'32" |
| 2    | Liberty Seguros-Würth              | a 1'46"   |
| 3    | Caisse d'Epargne-Illes Balears     | a 2'30"   |
| 4    | Euskaltel-Euskadi                  | a 8'32"   |
| 5    | Viña Magna-Cropu                   | a 8'44"   |